# Tom Sawyer, Detective
Tom Sawyer, Detective es una novela de 1896 de Mark Twain. Es una secuela de Las aventuras de Tom Sawyer (1876), Las aventuras de Huckleberry Finn (1884) y Tom Sawyer Abroad (1894). Tom Sawyer intenta resolver un misterioso asesinato en este burlesco de las novelas de detectives inmensamente populares de la época. Al igual que Las aventuras de Huckleberry Finn, la historia se cuenta usando la voz narrativa en primera persona de Finn. El libro fue criticado por plagio de otro libro similar.

## Adaptaciones cinematográficas
- En 1938, la novela se convirtió en una película dirigida por Louis King, protagonizada por Billy Cook como Tom y Donald O'Connor como Huckleberry Finn.
- Una encarnación similar de Tom Sawyer apareció en la versión cinematográfica de The League of Extraordinary Gentlemen, ambientada tres años después de la publicación de esta novela. En esta película, Tom trabaja para el Servicio Secreto de los Estados Unidos, y en la novelización de la película, Sawyer menciona que una vez trabajó como detective.

## Controversia
En 1909, el maestro de escuela danés Valdemar Thoresen afirmó, en un artículo de la revista Maaneds, que la trama del libro había sido plagiada a partir de la historia de Steen Blicher, El vicario de Veilby. El trabajo de Blicher se había traducido al alemán, pero no al inglés, y la secretaria de Twain le escribió al Sr. Thoresen una carta en la que decía: «El Sr. Clemens no está familiarizado con el danés y no lee el alemán con fluidez, y no ha leído el libro que menciona ni ninguna traducción o adaptación de la que tenga conocimiento. El asunto que constituye 'Tom Sawyer, Detective' es original en el caso del Sr. Clemens, que nunca ha sido conscientemente un plagiario».